# Oscar Robertson
Oscar Palmer Robertson (Charlotte (Tennessee), 24 november 1938) is een Amerikaans voormalig basketballer die speelde voor de Cincinnati Royals en Milwaukee Bucks in de NBA. Hij speelde als point-guard.
In 14 professionele seizoenen won hij twaalf keer de All-Star, was hij elf keer lid van de All-NBA Team en was hij eenmalig winnaar van de MVP-award. In 1962 werd Robertson de eerste speler die een seizoen in de competitie afsloot met triple double-statistieken. In het NBA-seizoen 1970-71 was hij een belangrijke speler in het team dat de Bucks de NBA-titel bezorgde. Ondanks deze successen werd hij gedurende zijn carrière, vooral tijdens zijn schooltijd, geplaagd met racisme.
Robertson nam deel aan de Olympische Zomerspelen van 1960 in het Amerikaans basketbalteam, waarvan hij aanvoerder was samen met Jerry West. Het team, dat beschreven wordt als de grootste verzameling van amateurbasketbaltalent ooit, walste de concurrentie af en won de gouden medaille.
3 Jerry West · 
4 Walt Bellamy · 
5 Bob Boozer · 
6 Terry Dischinger · 
7 Burdette Haldorson · 
8 Darrall Imhoff · 
9 Allen Kelley · 
10 Lester Lane · 
11 Jerry Lucas · 
12 Adrian Smith · 
13 Jay Arnette · 
14 Oscar Robertson · 
Coach Pete Newell
1 Robertson · 
4 Smith · 
5 Winkler · 
7 Allen · 
8 Webb · 
10 Dandridge · 
14 McGlocklin · 
18 Greacen · 
19 Cunningham · 
20 Boozer · 
33 Alcindor · 
35 McLemore · 
Coach Costello
- International Standard Name Identifier: 0000 0000 3794 1366
- Library of Congress Control Number: n98033544
- Nederlandse Thesaurus van Auteursnamen: 330031988
- SNAC: w6613pw3
- Virtual International Authority File: 28844623
- WorldCat: E39PBJbM9cVwkx7tVvdx9kyWXd